# Нерегулярные вооружённые силы, участвующие во вторжении России на Украину
Использование Россией нерегулярных вооружённых сил в ходе вторжения России на Украину фактически стало формой скрытой мобилизации. Российская сторона использовала группировки националистов, футбольных фанатов, казаков, иностранных наёмников, сепаратистов войны в Донбассе, так называемые частные военные компании, добровольческие батальоны, а также вербовала заключённых и обычных россиян.
Такие силы, как ЧВК «Вагнер» или ЧВК «Редут» – это системы стимулов за пределами армейской системы, побуждение людей идти на войну. Вторая причина, по которой российское государство заинтересовано в теневом рекрутинге, – желание не подавать виду, что страна увязла в войне.
Грань между нерегулярными войсками и регулярной армией фактически стёрлась: ВС России курировали вербовку, наёмники подписывали контракты с Минобороны, отряды переходили в полное распоряжение кадровых военных и участвовали в общевойсковых операциях.
Российские вооружённые силы приняли сильно феодализированный характер. Армия, особенно после мобилизации, выстроилась по территориальному признаку: когда военные жаловались на проблемы, они в первую очередь обращались к главам своих регионов. Одновременно есть вооружённые подразделения, которые аффилированы с корпорациями. В качестве решения вопроса, как управлять десятками разрозненных добровольческих отрядов, которые формально не являются частью российской армии, военное руководство России решило объединить их под началом более крупных структур, главные из которых — армейская система БАРС и частная военная компания «Редут».

## Юридический статус
В июне 2023 года Минобороны приказало всем «добровольческим» (то есть полулегальным) формированиям подписать официальные контракты до 1 июля — по данным на 22 июня, их подписали более 20 формирований, в том числе чеченское подразделение «Ахмат». Их штатная численность неизвестна. Эта мера стала одной из причин мятежа Пригожина.

## Виды

### Группировки неонацистов

#### Имперский легион
Русское имперское движение начало обучение и отправку добровольцев в поддержку непризнанных республик ещё в июле 2014 года, после начала вооружённого конфликта на востоке Украины. В 2022 году представители военизированного крыла движения были снова вовлечены в боевые действия против Украины.

#### ДШРГ «Русич»
Диверсионно-штурмовая разведывательная группа «Ру́сич» — боевой отряд русских неонацистов, принимавший участие в российско-украинской войне как в войне в Донбассе с июня 2014 по июль 2015 года на стороне самопровозглашённых республик, так и во вторжения России на Украину в составе российских войск. Некоторые журналисты-расследователи ещё в конце октября 2021 года предполагали, что группировка вернётся на Украину, что и произошло не позднее начала апреля 2022 года. Бойцы «Русича» были переброшены в Харьковскую область Украины, где были сфотографированы возле села Плетеневка.

### Наёмники
Официально наёмничество в России запрещено и формально никаких ЧВК в России по закону не существует, что не мешает российскому военному ведомству и властям в регионах проводить кампании по набору солдат в эти военизированные компании.

#### ЧВК «Вагнер»
ЧВК «Вагнер» впервые заявила о себе в ходе российско-украинской войны в 2014 году, когда наёмники приняли участие в боях за аэропорт Луганска, а затем устраняли нежелательных для России популярных полевых командиров сепаратистов. Однако к началу вторжения России на Украину её фактический владелец Евгений Пригожин попал в немилость из-за разногласий с администрацией президента РФ (из-за конфликта с петербургским губернатором Александром Бегловым) и Минобороны (из-за недовольства Сергея Шойгу качеством питания, которое структуры Пригожина поставляли армии), и потому компания не вела широкой подготовки к участию во вторжении. В то же время, как сообщала The Times, ЧВК «Вагнер» участвовала в попытках покушения на Владимира Зеленского.
На фронте наёмники ЧВК «Вагнер» появились только в конце марта 2022 года. Вербовку фактически взяли под контроль военные (что руководство компании расценило как попытку «отжать бренд»), на фильтрационной базе компании разместили сразу несколько ЧВК, были «распечатаны» даже чёрные списки, накопленные за годы работы, а требования к найму максимально снизили (оставив ограничение для граждан Грузии). На фронт новые наёмники отправлялись по контракту с Минобороны. Позднее на фоне неудач на фронте и больших потерь среди свежих частей в апреле (на 49-й — 50-й день войны) Минобороны вынудило компанию перебросить на Украину свои лучшие подразделения, работавшие по выгодным контрактам в Африке, Ливии и Сирии, а также отпускников.
Один из собеседников «Медузы» отмечал, что в составе отрядов ЧВК «Вагнер» есть ветераны. Укомплектованные ими соединения российские наёмники и украинские военные называют «Лигой». Они участвовали в захвате Попасной и Лисичанска, где понесли большие потери.

#### ЧВК «Редут»
Изначально ЧВК «Редут» в качестве частной военной компании занимался охраной объектов корпорации «Стройтрансгаз» в Сирии. ЧВК принимала участие во вторжении на Украину с самого начала. «Редут» (ранее «Щит») — одно из крупнейших неофициальных формирований, полностью подконтрольно главному управлению Генштаба ВС РФ. «Редут» дислоцирован в подмосковной Кубинке, его база примыкает к территории 45-й бригады ВДВ, компанией руководят выходцы оттуда, а обеспечение наёмники получают из арсеналов Минобороны, но к началу вторжения расширился до многочисленных отрядов, которые входили на территорию Украины вместе с регулярными частями на всех направлениях. Для резкого увеличения численности, были резко снижены требования к кандидатам, вербовали тех, кто в прошлом не был принят или был уволен.
Как следует из расследования «Медузы», наёмники из ЧВК «Редут» были отправлены в Донбасс ещё в конце 2021 года. По словам одного из собеседников издания, в ночь на 23 февраля его отряд форсировал Северский Донец и провёл разведку в тылу ВСУ, что позволило быстро занять станицу Луганская. Как выяснила «Медуза», в ходе переформирования соединений наёмников после потерь под Киевом, которое курировал замминистра обороны Юнус-Бек Евкуров, многие из них перешли на контракт с Минобороны без прослойки в виде ЧВК. Подписавшие контракт наёмники жаловались на значительное ухудшение условий — сокращение жалования, отказ от выплат компенсации за ранения, которые не являются увечьями, и т. д..

#### Другие «ЧВК»
- ЧВК «Патриот»

В октябре 2022 года российский доброволец, воевавший на Украине, рассказал «Важным историям», что бойцы его батальона иногда воевали как в составе «Вагнера», так и в составе «Патриота».
Представитель Восточной группировки войск ВСУ Сергей Череватый в декабре 2022 года заявлял, что под Угледаром в Донецкой области воевала российская ЧВК «Патриот».
- «Конвой»

В ноябре 2022 года в Крыму начался набор в «добровольческий полк» «ЧВК Конвой». В марте 2023 года о нём рассказал Сергей Аксёнов. Формально «Конвой» — это «БАРС» (Боевой армейский резерв страны), его участники заключают два контракта — один с «Конвоем», второй — с министерством обороны РФ. Тренировочный полигон «Конвоя» находится в селе Перевальное. На свои фото и видео в телеграм-канале «Конвой» ставит изображение эмблемы Императорского Конвоя. Командование — бывшие сотрудники ЧВК «Вагнер».
Со временем различные батальоны резервистов стали именоваться «ЧВК».
Во многих госкорпорациях сотрудников агитировали подписывать краткосрочные контракты с Минобороны. Многие СМИ писали, что «Газпром» сформировал свою ЧВК. Однако «Газпром» скорее осуществляет попечительство над отдельными подразделениями: формирует их из своих сотрудников, обеспечивает обмундированием, оплачивает расходы. «Газпром» с августа 2022 года сформировал три батальона, приписанных к БАРСу: «Поток», «Пламя» и «Факел», последние два переданы под командование Минобороны, а первый — ЧВК «Редут»..
Ольга Романова заявила, что у Олега Дерипаски есть две частные военные компании, которые воюют на юге Украины. Это «Сокол» (входит в 108-й десантно-штурмовой полк) и «Сокол-2» — добровольческие батальоны, но, как и большинство ЧВК, они являются частью российских вооружённых сил. Телефонные номера, которые «Сокол» в своём телеграме указывает для желающих записаться на войну, принадлежал компании «Русал менеджмент». Это 100%-я дочка «Русала» — одной из крупнейших компаний России и одного из крупнейших производителей алюминия в мире, её главным владельцем является Олег Дерипаска.

#### Иностранные наёмники
Российские власти в обмен на гражданство отправляют на войну беженцев из арабских и африканских стран. Их обманом заманивают в страну вербовщики (зачастую это соотечественники завербованных), которые в том числе переправляли беженцев в Европу через Россию и Беларусь.
В середине марта 2022 года в ответ на заявления Владимира Зеленского о добровольцах из западных стран Владимир Путин по предложению Сергея Шойгу одобрил участие иностранных наёмников в войне. В первую очередь речь шла о сирийских наёмниках — ветеранах Сирийской арабской армии и других комбатантах. По информации The Wall Street Journal, российские представители вербовали сирийцев за месячную плату в 200—300 долларов. Фонд Карнеги отмечал, что кандидаты не соответствовали минимальным требованиям, и реальные масштабы вербовки оказались на порядки меньше запланированных. Осталась нерешённой проблема координации российских и сирийских частей, которая проявилась ещё во время кампании в Сирии. В начале апреля The New York Times сообщала о 300 сирийских военных, которые прибыли в Россию для участии во вторжении на Украину, но о заметном участии сирийских наёмников в войне не было известно. Первое сообщение присутствия сирийских наёмников на оккупированных территориях Украины датируется серединой июня: ВСУ заявили о гибели более 200 сирийцев в результате удара по российским позициям в Чкалово Херсонской области. Журнал Foreign Policy со ссылкой на источники сообщил о вербовке бывших членов элитного корпуса коммандос Национальной армии Афганистана, распущенного на фоне наступления талибов в 2021 году.

#### Прочие наёмники
С начала осени 2021 года под руководством Минобороны России на полигоне в хуторе Весёлый в Ростовской области были сформированы по меньшей мере 2 отряда по 200 человек под руководством бывших офицеров ЧВК Вагнера. Помимо профессиональных наёмников в эти отряды были завербованы и рядовые участники конфликта на востоке Украины в 2014—2015 годах и жители оккупированных территорий Украины, имеющие боевой опыт. По словам собеседников «Медузы», московские вербовщики предлагали большие по российским меркам выплаты в 160 тысяч рублей в расположении и 420 тысяч рублей на фронте за участие в «освобождении Новороссии».
Журналисты сообщали о ещё 2 отрядах, которые формировались в ЛНР и ДНР с привлечением бывших зэков, за что получили название «бригады Дирлевангера». При этом возрастные ограничения для них были смягчены. Один из этих отрядов был расквартирован в районе бывшего Луганского высшего военного авиационного училища.
Частной вербовкой, в том числе женщин, занимались различные отряды.
В декабре 2022 года Юрий Трутнев и Сергей Кириенко, на базе Российского союза боевых искусств, создали отряд «Союз» для участие в войне, состоящий из спортсменов. В конце 2023 года погиб наёмник отряда,  чемпион Европы по киокусинкай Сергей Увицкий.

### Резервисты

#### БАРС
Осенью 2021 года российские власти начали формировать «Боевой армейский резерв страны» («БАРС»). На основе списков под эгидой и при прямом финансировании Минобороны и «Союза добровольцев Донбасса» было сформировано до 20 номерных батальонов общей численностью от 8 до 10 тысяч человек. Среди них: «Орел» (батальон БАРС № 9), «Рюрик» (БАРС 13) и «Гром» (БАРС 20). Ещё один батальон БАРСа «Русский легион» собирал Сергей Фомченков с позывным Фомич ― в прошлом нацбол и руководитель «Гвардии Захара Прилепина». Набор в мобилизационный резерв проводился без ограничений, участники получали небольшую компенсацию, участвовали в сборах и учениях. Резервисты из БАРС не равны в правах с военнослужащими-контрактниками. Без объявления войны (а формально она не объявлена) они считаются гражданскими. Чтобы получить выплаты — 3 млн рублей по ранению или 5 млн «гробовых» — приходится доказывать, что они действительно были участниками боевых действий. Отряды БАРС отправлялись на театр военных действий на Украину до лета 2022 года, после чего в качестве добровольческих подразделений их фактически сменили формируемые в регионах батальоны.

#### Региональные батальоны
Весной в российских регионах началось создание именных «добровольческих батальонов», информация о которых публиковалась в СМИ о соцсетях органов власти. «Новая газета. Европа» насчитала 52 батальона в 33 регионах. Если исходить из известной численности региональных батальонов, то всего в них могут набрать от 9,5 до 20 тыс. человек. «Добровольцы» подписывают краткосрочные контракты с Минобороны. Ответственность за обеспечение «добровольцев» делят между собой Минобороны и региональные власти. Обещанные выплаты достигают 300 тысяч рублей в месяц (в Пермском крае), в случае гибели семьям обещают компенсации до 12,3 млн рублей (Башкирия).

##### Тероборона
В Курской области заявляли о формировании так называемой добровольной народной дружины «Патриот» с декабря 2022 года. Из постов губернатора его телеграм-канале следует, что добровольные народные дружины в районах охраняют приграничную полосу. Дополнительно они создают пожарные отряды в обстреливаемых районах. Руководитель «Народной теробороны Воронежа рассказал, что у добровольцев нет юридического лица, есть лишь устав, и что объединение существует за счёт добровольных пожертвований. Эта инициатива не относится к региональной теробороне, в которую входят сотрудники силовых ведомств. Власти Орловской области, которая не граничит с Украиной, в июле 2023 года решили создать свои отряды теробороны. Псковский губернатор Михаил Ведерников в июле 2023 года создал отряд под названием «Дружина Александра Невского».
Активнее всего отряды теробороны действуют в Белгородской области. Об их формировании губернатор Вячеслав Гладков рассказал в декабре 2022 года, но по словам командиров, тероборона появилась раньше — ещё в начале войны. К июлю 2023 года власти создали восемь батальонов. По данным белгородского правительства, в них состоят почти 3 тысячи человек. Отряды формируются из непригодных к службе — по возрасту или здоровью, — но имеющих боевой опыт. Эти добровольцы имеют статус «общественников» — у них есть удостоверения. Они занимаются патрулированием и охраной объектов, что вылилось в инциденты с задержаниями приезжавших журналистов.
С принятием поправок в закон о воинской службе в июле 2023 года, главы отдельных регионов получат возможность создавать собственные военные компании и вооружать их. Эти компании могут заниматься защитой границы: борьбой с вооружёнными формированиями и уничтожать дроны. Этим предприятиям могут предоставлять оружие и патроны. Финансироваться они будут из федерального и регионального бюджетов. Ранее главы пограничных регионов предлагали закрепить в законодательстве возможность выдавать боевое оружие участникам территориальной обороны.

### Заключённые
В начале июля Gulagu.net и «Важные истории» сообщили о вербовочном туре ЧВК Вагнера по российским исправительным колониям. Начав с ИК для бывших силовиков, вербовщики посетили колонии строгого режима по всей европейской части России. По данным издания «Вёрстка», в июле—августе группы вербовщиков посетили как минимум 17 колоний из десяти регионов. По свидетельствам заключённых, Евгений Пригожин лично выступал перед заключёнными и призывал их вступить в ЧВК. Им обещали выплаты в 100 тысяч рублей в месяц, премии, компенсации семьям, помилование и снятие судимости. Приоритет отдавался сидящим по статьям об убийстве, разбое.
В июле Ольга Романова из фонда «Русь Сидящая» сообщала о первых 400 зэках завербованных только в 3 колониях Ленобласти и 300 новых наёмниках из одной из зон Рязанской области. При этом никаких правовых оснований для отправки заключённых на фронт не существует. Владимир Осечкин сообщал, что вербовка ведётся не только в колониях, но и СИЗО. Тем, кто согласился поехать на войну, приостанавливают уголовные дела. Осечкин подтвердил наличие такой практики в изоляторах Москвы, Московской области, Санкт-Петербурга, Рязани, Твери и Брянска.
Участие наёмников из исправительных учреждений подтверждается фактами их гибели на Украине. Так, в конце июня «Важные истории» писали о погибших и раненых под Луганском зэках из петербургской ИК № 7.
В сентябре появилось видео, подтверждающее вербовку заключённых лично Пригожиным, снятое в колонии строгого режима № 6 в Марий Эл. Фонд «Русь сидящая» собрал все сообщения об отправке заключённых — по этим данным, завербовано уже 9728 человек.
С конца сентября вербовать осуждённых (предположительно только содержащихся в колониях для бывших сотрудников) начало и министерство обороны, приглашая присоединиться к отряду «Шторм» на базе южного военного округа. Судя по открытым источникам, есть минимум два «Шторма», связанных с Минобороны. Один — штурмовой батальон, сформированный в ЛНР в июле 2022 года. Второй — сводный отряд добровольцев из Северной Осетии, воюющий уже четыре месяца.
Отряды «Шторм» используют и как штрафбаты — туда в качестве наказания отправляют не только экс-заключённых, но и бойцов других подразделения (например, за неисполнение приказов).

## Взаимодействие с регулярной армией
По свидетельствам наёмников, нерегулярные соединения часто используют как «пушечное мясо» для штурма укреплённых позиций. Потери очень высокие, в особенности, у наёмников ЛНР и ДНР. Наиболее опытные подразделения буквально «сдают в аренду» передовым армейским частям на сложных участках фронта. При этом наёмников часто отправляют в бой без артиллерийской поддержки, что приводит к большим потерям. Министерство обороны России не отчитывается о погибших участниках нерегулярных соединений, опрошенные «Настоящим временем» эксперты оценили их в 20 тысяч человек.
В нескольких случаях наёмники пилотировали боевые самолёты. 22 мая ВСУ сбили над Луганской областью Су-25 генерал-майора ВВС РФ в отставке Канамата Боташева, которого в официальных медиа-каналах ЧВК Вагнера называли членом авиационного подразделения компании. 17 июня украинские силы сбили ещё один Су-25 и захватили в плен пилота — майора запаса ВВС РФ. Он пилотировал старую модель самолёта и использовал коммерческие устройства GPS. Минобороны Великобритании полагает, что с помощью пилотов-наёмников ВВС РФ пытаются компенсировать нехватку надлежащим образом подготовленных лётчиков.
Поскольку наёмники действуют совместно с регулярной армией, они сталкиваются с теми же проблемами с координацией, что и рядовые военные. Так соединения ЧВК «Редут» на Киевском направлении понесли большие потери от дружественного огня ещё в первые дни войны, когда двигавшиеся параллельно общевойсковые колонны приняли друг друга за противника.

## Вербовка
По данным «Новой газеты», на август 2022 года вербовкой открыто занимались 52 батальона и 10 других формирований. Реклама наёмничества в российско-украинской войне появилась ещё в декабре 2021 года на «Авито», а в июле биллборды с рекламой ЧВК Вагнера была замечена в крупных российских городах. Критерии для кандидатов разнились: если в одни соединения (например, силы ЛНР и ДНР) брали людей без подготовки и опыта, для кандидатов в ЧВК требовались хотя бы минимальные данные.

## Потери
Известны следующие случаи массовой гибели:
- 9 июня 2022 года ВСУ нанесли удар по базе ЧВК Вагнера на стадионе в оккупированной Кадиевке в 45 км к востоку от линии фронта в Луганской области. The Kyiv Independent рассказывал, что цель была идентифицирована силами специальной операции с помощью местных жителей. По информации украинской стороны, в момент удара на стадионе было 300—400 наёмников, погибли (по разнам оценкам) от 50 до 250[59][неавторитетный источник].
- 15 августа ВСУ нанесли удар по штабу ЧВК Вагнера в Попасной. Навести удар помог российский журналист Сергей Среда, в репортаже которого было достаточно деталей, чтобы точно определить место дислокации наёмников — вплоть до таблички с названием улицы и номером дома[60]. Это позволило точно навести по GPS ракеты M31 для систем HIMARS. Близкие к ЧВК телеграм-каналы сообщали о, по меньшей мере, 54 погибших[61].
- Согласно расследованию издания The Insider, основывающемуся на нумерации опубликованных в соцсетях посмертных наград, по состоянию на 13 октября 2022 на Украине погибло не менее 458 заключённых, завербованных ЧВК Вагнера. Общие потери «вагнеровцев» в ходе вторжения на Украину по оценке издания составили от 800 до 1000 убитыми.[62].
- В начале февраля 2023 года появились сообщения от тяжёлых потерях в боях на Донбассе татарстанского батальона «Алга»[63][64].

## Предполагаемые военные преступления
Украинские власти обвиняли российских наёмников в нарушении законов и обычаев войны.
- Киевская областная прокуратура и Киево-Святошинская окружная прокуратура подозревают троих бойцов ЧВК Вагнера Сергея Сазанова, Сергея Сазонова и Александра Ступницкого в убийствах, пытках, грабежах и поджогах, совершённых в Киевской области совместно с кадровыми военными. В частности, их считают причастными к похищению, пытках и убийстве местной старосты, её мужа и сына[65].